# Платанос (дем Източен Мани)
Вижте пояснителната страница за други значения на Платанос.
Платанос (на гръцки: Πλάτανος, до 1955 година Λίμπερδο, Лимбердо, катаревуса Λίμπερδον, Лимбердон) е село в Гърция, област Пелопонес, дем Източен Мани. Селото има население от 174 души.

## Личности
Родени в Платанос
- Михалис Фуридис, гръцки революционер, деец на Гръцката въоръжена пропаганда в Македония